# بختيار زين الدينوف
بختيار زين الدينوف (2 أبريل 1998 بطراز في كازاخستان - ) هو لاعب كرة قدم كازاخستاني في مركز الوسط. شارك مع منتخب كازاخستان لكرة القدم.

## روابط خارجية
- باكتيار زاينوتدينوف على موقع الاتحاد الأوربي (الإنجليزية)
- باكتيار زاينوتدينوف على موقع اتحاد تركيا (لاعب) (الإنجليزية)
- باكتيار زاينوتدينوف على موقع قاعدة بيانات كرة القدم.إي يو (الإنجليزية)
- باكتيار زاينوتدينوف على موقع بيانات كرة القدم. دي إي (الألمانية)
- باكتيار زاينوتدينوف على موقع ناشيونال فوتبول تيمز (الإنجليزية)
- باكتيار زاينوتدينوف على موقع Soccerway.com (الإنجليزية)
- باكتيار زاينوتدينوف على موقع عالم كرة القدم.نت (الإنجليزية)